# 찰리 콕스
찰리 토머스 콕스(Charlie Thomas Cox, 1982년 12월 15일 ~ )는 잉글랜드의 배우이다. 넷플릭스의 드라마 마블 《데어데블》 시리즈의 맷 머독 / 데어데블, 2007년 영화 《스타더스트》의 트리스턴 손, 2014년 영화 《사랑에 대한 모든 것》의 조너던 헬리어 존스, HBO의 드라마 《보드워크 엠파이어》의 시즌 2와 3의 오언 슬리터 역으로 알려져있다.

## 출연

### 영화
- 닷 더 아이 (2003)
- 베니스의 상인 (2004) - 로렌초 역
- 카사노바 (2005) - 조반니 역
- 스톤 오브 데스티니 (2007) - 이언 해밀턴 역
- 스타더스트 (2007) - 트리스턴 손 역
- 사랑에 대한 모든 것 (2014)
- 스파이더맨: 노 웨이 홈 (2021)

### 텔레비전
- 보드워크 엠파이어 (2011-12)
- 데어데블 (2015-18) - 맷 머독 / 데어데블 역
- 데어데블: 본 어게인 (2025 예정)